# Challenger de Coquimbo II 2022
El torneo Challenger de Coquimbo II 2022, denominado por razones de patrocinio Dove Men+Care Coquimbo II fue un torneo de tenis perteneciente al ATP Challenger Tour 2022 en la categoría Challenger 80 y al Circuito Legión Sudamericana 2022. Se trató de la 2.ª edición, el torneo tuvo lugar en la ciudad de Coquimbo (Chile), desde el 17 hasta el 23 de octubre de 2022 sobre pista de tierra batida al aire libre.

## Jugadores participantes del cuadro de individuales
| Favorito | País                  | Jugador                 | Rank1 |
| -------- | --------------------- | ----------------------- | ----- |
| 1        | Bandera de Argentina  | Federico Coria          | 72    |
| 2        | Bandera de Argentina  | Tomás Martín Etcheverry | 89    |
| 3        | Bandera de Alemania   | Daniel Altmaier         | 102   |
| 4        | Bandera de Italia     | Marco Cecchinato        | 117   |
| 5        | Bandera de Argentina  | Camilo Ugo Carabelli    | 123   |
| 6        | Bandera de Kazajistán | Timofey Skatov          | 152   |
| 7        | Bandera de Argentina  | Juan Manuel Cerúndolo   | 155   |
| 8        | Bandera de Italia     | Franco Agamenone        | 158   |

- 1 Se ha tomado en cuenta el ranking del 10 de octubre de 2022.

### Otros participantes
Los siguientes jugadores recibieron una invitación (wild card), por lo tanto ingresan directamente al cuadro principal (WC):
- Diego Fernández Flores
- Matías Soto
- Daniel Vallejo

Los siguientes jugadores ingresan al cuadro principal tras disputar el cuadro clasificatorio (Q):
- Rémy Bertola
- Sumit Nagal
- Jakub Paul
- Daniel Rincón
- Fermín Tenti
- José Francisco Vidal Azorín

## Campeones

### Individual Masculino
- Juan Manuel Cerúndolo derrotó en la final a  Facundo Díaz Acosta, 6–3, 3–6, 6–4.

### Dobles Masculino
- Franco Agamenone /  Hernán Casanova derrotaron en la final a  Karol Drzewiecki /  Jakub Paul, 6–3, 6–4.